# نوجورید
نوجورید (به لاتین: Nojorid) یک منطقهٔ مسکونی در رومانی است که در شهرستان بیهور واقع شده‌است.

## خصوصیات
نوجورید  ۴٬۵۹۴ نفر جمعیت دارد.